# Баия-Формоза
Баия-Формоза (порт. Baía Formosa) — муниципалитет в Бразилии, входит в штат Риу-Гранди-ду-Норти. Составная часть мезорегиона Восток штата Риу-Гранди-ду-Норти. Входит в экономико-статистический микрорегион Литорал-Сул. Население составляет 8263 человека на 2006 год. Занимает площадь 245,510 км². Плотность населения — 33,7 чел./км².

## Статистика
- Валовой внутренний продукт на 2003 год составляет 42 505 887,00 реалов (данные: Бразильский институт географии и статистики).
- Валовой внутренний продукт на душу населения на 2003 год составляет 5273,68 реалов (данные: Бразильский институт географии и статистики).
- Индекс развития человеческого потенциала на 2000 год составляет 0,643 (данные: Программа развития ООН).